# Đường cao tốc Gyeongin thứ hai
Đường cao tốc Gyeongin thứ hai (Tiếng Hàn: 제2경인고속도로, Je-I(2) Gyeongin Gosok Doro) là đường cao tốc ở Hàn Quốc, nối Incheon với Anyang. Nó có tên là đường cao tốc số 110 và có chiều dài 67.8 km. Ở Sân bay quốc tế Incheon đến Hakik JC, được nối bằng Cầu Incheon (인천대교).

## Lịch sử
- 19 tháng 12 năm 1990: Khởi công xây dựng toàn bộ đoạn từ Seochang JC đến Sammak IC (26,68 km)
- 25 tháng 7 năm 1991: Đoạn giữa Seoksu-dong, Anyang-si, Gyeonggi-do và Seochang-dong, Namdong-gu, Incheon được chỉ định là Đường cao tốc Gyeongin thứ 2 (Tuyến Gyeongin thứ 2) trên Quốc lộ số 15[1]
- 3 tháng 8 năm 1991: Quyết định khu vực xây dựng Đường cao tốc Gyeongin thứ 2 giữa Noonsa-dong, Gwangmyeong-si, Gyeonggi-do và Seochang-dong, Namdong-gu, Incheon-si[2]
- 23 tháng 5 năm 1992: Xác định khu vực đường bộ cho đoạn 4,73 km giữa Seoksu-dong, Anyang-si và Noonsa-dong, Gwangmyeong-si, Gyeonggi-do để xây dựng đoạn Anyang-Gwangmyeong của Đường cao tốc Gyeongin số 2[3]
- 29 tháng 8 năm 1992: Quyết định đoạn 800m giữa Bangsan-dong và Sincheon-dong, Siheung-si, Gyeonggi-do để xây dựng Siheung IC[4]
- 31 tháng 12 năm 1992: Xác định khu vực giữa Seoksu-dong, Anyang-si và Iljik-dong, Gwangmyeong-si, Gyeonggi-do để xây dựng Iljik JC[5]
- 7 tháng 7 năm 1994: Khánh thành đoạn 10,8km giữa Seochang JC và Gwangmyeong IC[6]
- 1 tháng 4 năm 1995: Thay đổi đoạn 505m thành 734m của Seoksu-dong, Anyang-si, Gyeonggi-do để xây dựng Seoksu IC vào tháng 12 năm 1995[7]
- 18 tháng 12 năm 1995: Khai trương đoạn 4,7 km giữa Gwangmyeong IC và Seoksu IC[8]
- 1 tháng 7 năm 1996: Thay đổi điểm cuối từ 'Seochang-dong, Namdong-gu, Thành phố trực thuộc trung ương Incheon' thành 'Seochang-dong, Namdong-gu, Thành phố đô thị Incheon'[9]
- 7 tháng 12 năm 1996: Thay đổi khu vực đường trong đoạn 350m của Seoksu-dong, Manan-gu, Anyang-si, Gyeonggi-do để lắp đặt đèn kết nối trực tiếp tại Seoksu IC vào tháng 12 năm 1998[10]
- 9 tháng 8 năm 1997: Thay đổi khu vực đường cho đoạn Seoksu 1-dong, Manan-gu, Anyang-si, Gyeonggi-do dài 1.023 km để xây dựng đường kết nối Sammak IC[11]
- 26 tháng 11 năm 1999: Khai trương Anhyeon JC
- 25 tháng 8 năm 2001: Đoạn Neunghae IC-Seochang JC của Đường cao tốc Seohaean hiện tại được hợp nhất và điểm đầu và điểm cuối lần lượt được thay đổi từ Anyang → Incheon thành Incheon → Anyang. Số tuyến đường thay đổi từ số 15 thành số 110.[12]
- 18 tháng 10 năm 2001: Khai trương làn xe khứ hồi 6 và 4 giữa Seoksu IC và Sammak IC dài 1,08km[13]
- 15 tháng 3 năm 2002: Khánh thành hầm Munhak và Munhak IC[14]
- 3 tháng 11 năm 2004: Phần cầu Incheon được chỉ định là tuyến đường cao tốc[15]
- 1 tháng 2 năm 2005: Thay đổi khu vực đường giữa Susan-dong và Namchon-dong, Namdong-gu, Incheon, để lắp đặt các làn đường bổ sung giữa Seochang JC và Namdong IC vào năm 2006[16]
- 1 tháng 7 năm 2005: Khởi công xây dựng đoạn 19,96 km giữa Airport New Town JC và Hakik JC là đoạn của Cầu Incheon.
- 28 tháng 12 năm 2005: Quyết định phân vùng đường giữa Jung-gu và Nam-gu, Incheon và giữa Bãi rác Songdo và Yeonsu-gu dài 2,18 km ở Incheon để xây dựng cầu Incheon và các đường kết nối vào tháng 10 năm 2009[17]
- 30 tháng 8 năm 2006: Thay đổi đoạn 6,75 km giữa Jung-gu và Nam-gu ở Incheon của đường nối cầu Incheon đoạn 1 cho đến tháng 10 năm 2009[18]
- 14 tháng 12 năm 2006: Thay đổi khu vực đường giữa Unseo-dong, Jung-gu và Hakik-dong, Nam-gu, Incheon để thay đổi dạng của Yeongjong IC cho đến tháng 10 năm 2009[19]
- 3 tháng 1 năm 2008: Điểm cuối được mở rộng từ 'Anyang-si, Gyeonggi-do' thành 'Seongnam-si, Gyeonggi-do[20]
- 19 tháng 10 năm 2009: Khánh thành đoạn 19,96 km giữa cầu Incheon, Airport New Town JC và Hakik JC[21]
- 19 tháng 3 năm 2010: Doanh nghiệp đầu tư tư nhân đường cao tốc kết nối Gyeongin thứ 2 (giữa Anyang và Seongnam) đã được phê duyệt và khu vực đường được xác định cho đoạn 21,82 km giữa Seoksu-dong, Manan-gu, Anyang-si, Gyeonggi-do và Yeosu-dong, Jungwon-gu, Seongnam-si[22]
- 3 tháng 7 năm 2010: Một vụ tai nạn quy mô lớn đã xảy ra khi một chiếc xe buýt liên tỉnh đâm vào nhau gần Yeongjong IC ở đoạn cầu Incheon.[23]
- 28 tháng 12 năm 2010: Đoạn 26,68 km từ Neunghae IC đến Sammak IC ở Yonghyeon-dong, Nam-gu, Incheon là Đường cao tốc Gyeongin thứ 2 và đoạn 21,38 km từ ngã ba đô thị mới sân bay đến ngã ba Hakik được công bố như Đường cao tốc Cầu Incheon[24]
- 31 tháng 5 năm 2012: Khởi công xây dựng đoạn 21,9 km giữa Sammak IC và Yeosu-daero IC.
- 7 tháng 10 năm 2013: Thay đổi khu vực đường giữa Seoksu-dong, Manan-gu, Anyang-si, Gyeonggi-do và Yeosu-dong, Jungwon-gu, Seongnam-si dài 21,82 km để điều chỉnh tuyến đường quanh Anyang, khu nhà ở Gwanyang và việc thay đổi lộ trình ở đoạn vượt quá giới hạn độ cao của Sân bay Seongnam tại Siheung IC trước ngày 30 tháng 5 năm 2017 [25]
- 2 tháng 12 năm 2014: Thay đổi vùng đường giữa Seoksu-dong, Manan-gu, Anyang-si và Yeosu-dong, Jungwon-gu, Seongnam-si, Gyeonggi-do dài 21,921 km để mở rộng Yeosu-daero ở Seongnam-si và xây dựng đường vào mới gần trạm thu phí Geumto trước ngày 30 tháng 5 năm 2017[26]
- 27 tháng 3 năm 2015: Bộ Đất đai, Cơ sở hạ tầng và Giao thông chỉ định điểm đầu là 'Unseo-dong, Jung-gu, Incheon' và điểm cuối là 'Yeosu-dong, Jungwon-gu, Seongnam-si, Gyeonggi-do'[27]
- 2 tháng 9 năm 2016: Để thay đổi kế hoạch tiếp cận đường cao tốc do mở đường vòng Gwacheon-si trên Quốc lộ 47 vào ngày 30 tháng 5 năm 2017, khu vực đường đã được thay đổi giữa Seoksu-dong, Manan-gu, Anyang-si, Gyeonggi-do và Yeosu-dong, Jungwon-gu, Seongnam-si dài 21,921 km[28]
- 7 tháng 6 năm 2017: Yeosu-daero IC (Sasong-dong, Sujeong-gu, Seongnam-si – Yeosu-dong, Jungwon-gu) mở đoạn 600m[29]
- 15 tháng 8 năm 2017: Phí cầu Incheon giảm từ 6.200 won xuống còn 5.500 won đối với phương tiện nhỏ[30]
- 27 tháng 9 năm 2017: Khánh thành đoạn 21,92 km giữa Sammak IC và Yeosu-daero IC[31]
- 19 tháng 2 năm 2019: Thay đổi khu vực đường cho đoạn 22m của Seochang-dong, Namdong-gu, Incheon để xây dựng cầu dành riêng cho cầu Seochang thứ nhất cho các cơ sở cách âm trước 30 tháng 6 năm 2019[32]
- 20 tháng 9 năm 2019: Khi đoạn Anyang-Seongnam của Đường cao tốc Gyeongin thứ 2 được mở rộng và thông xe, điểm cuối của địa chỉ tên đường đã được thay đổi từ Seoksu-dong, Anyang-si, Gyeonggi-do thành Yeosu-dong, Jungwon-gu, Seongnam-si, Gyeonggi-do và tổng chiều dài được thay đổi thành 46,75 km.[33]
- 29 tháng 12 năm 2022: Một vụ tai nạn cháy nổ xảy ra trên Đường cao tốc Gyeongin thứ 2 nên đoạn Seoksu IC đến Yeosu-daero IC bị đình chỉ.

## Tổng quan

### Số làn đường
- Ongnyeon IC ~ Hagik JC: 2 làn xe khứ hồi
- Yeonsu JC ~ Ongnyeon IC, Seoksu IC ~ Sammak IC: 4 làn xe khứ hồi
- Gonghang Newtown JC ~ Yeongjong IC, Cầu Incheon TG ~ Yeonsu JC, Neunghae IC ~ Namdong IC, Seochang JC ~ Seoksu IC: 6 làn xe khứ hồi
- Namdong IC ~ Seochang JC: Hướng đi Incheon 5 làn xe, Hướng đi Anyang 4 làn xe
- Yeongjong IC ~ Cầu Incheon TG: 10 làn xe khứ hồi

### Chiều dài
- Tổng: 70.0 km
- Cầu Incheon: 19.96 km
- Neunghae ~ Yeosu-daero: 48.6 km
- Yeonsu ~ Songdo: 1.03 km

### Tốc độ giới hạn
- Tốc độ tối đa: 100 km / h
- Tốc độ tối thiểu: 50 km / h

### Đường hầm
| Tên hầm            | Vị trí                                            | Chiều dài | Năm hoàn thành | Ghi chú        |
| ------------------ | ------------------------------------------------- | --------- | -------------- | -------------- |
| Hầm Onngyeon       | Onngyeon-dong, Yeonsu-gu, Incheon                 | 36m       | 2009           |                |
| Hầm Gwangmyeong    | Soha-dong, Gwangmyeong-si, Gyeonggi-do            | 888m      | 1995           | Hướng Seongnam |
| Hầm Gwangmyeong    | Soha-dong, Gwangmyeong-si, Gyeonggi-do            | 912m      | 1995           | Hướng Incheon  |
| Hầm Sammak         | Seoksu-dong, Manan-gu, Anyang-si, Gyeonggi-do     | 60m       | 2001           |                |
| Hầm Samseongsan    | Seoksu-dong, Manan-gu, Anyang-si, Gyeonggi-do     |           | 2017           |                |
| Hầm Cheonggyesan 1 | Cheonggye-dong, Uiwang-si, Gyeonggi-do            |           | 2017           |                |
| Hầm Cheonggyesan 2 | Cheonggye-dong, Uiwang-si, Gyeonggi-do            |           | 2017           |                |
| Hầm Cheonggyesan 3 | Cheonggye-dong, Uiwang-si, Gyeonggi-do            |           | 2017           |                |
| Hầm Cheonggyesan 4 | Unjung-dong, Bundang-gu, Seongnam-si, Gyeonggi-do |           | 2017           |                |

## Nút giao thông · Giao lộ
- IC: nút giao, JC: giao lộ, SA: vùng dịch vụ, TG: trạm thu phí

### Tuyến chính
| No.                                | Tên                    | Tên              | Khoảng cách | Tổng khoáng cách | Kết nôi | Vị trí      | Vị trí         | Ghi chú |
| No.                                | Tiếng Anh              | Hangul           | Khoảng cách | Tổng khoáng cách | Kết nôi | Vị trí      | Vị trí         | Ghi chú |
| ---------------------------------- | ---------------------- | ---------------- | ----------- | ---------------- | --- | ----------- | -------------- | --- |
| 1                                  | Airport Town Square JC | 공항신도시분기점 | -           | 0.00             | Đường cao tốc sân bay Quốc tế Incheon Yeongjonghaeanbuk-ro 1050beon-gil                                                                                     | Incheon     | Jung-gu        | Điểm bắt đầu Incheon Đồng thời làm nút giao |
| 2                                  | Yeongjong              | 영종나들목       | 1.79        | 1.79             | Haneul-daero·Yeongjonghaeannam-ro | Incheon     | Jung-gu        | |
| TG                                 | Cầu Incheon TG         | 인천대교요금소   |             |                  | | Incheon     | Jung-gu        | Trạm thu phí chính |
| 3                                  | Songdo JC              | 송도 분기점      |             |                  | Đường cao tốc vành đai 2 vùng thủ đô Seoul | Incheon     | Yeonsu-gu      | Chưa mở |
| 4                                  | Yeonsu JC              | 연수분기점       | 14.58       | 16.37            | Đoạn Yeonsu ~ Songdo | Incheon     | Yeonsu-gu      | Trường hợp đi hướng Incheon thì không vào được đoạn Yeonsu ~ Songdo (hướng Songdo) Kết nối trực tiếp với đoạn Yeonsu ~ Songdo khi đi thẳng đến Seongnam |
| 5                                  | Ongnyeon               | 옥련나들목       | 1.80        | 18.17            | Aam-daero ( Quốc lộ 77, Tỉnh lộ 84, Tỉnh lộ 98) | Incheon     | Yeonsu-gu      | Chỉ có thể đi vào hướng Incheon và ra hướng Seongnam.                                                                                                   |
| 6                                  | Hagik JC               | 학익분기점       | 1.79        | 19.96            | Đoạn Neunghae ~ Hagik | Incheon     | Michuhol-gu    | Trường hợp đi hướng Seongnam thì không thể vào tuyến chính (hướng Incheon)                                                                              |
| 7                                  | Munhak                 | 문학             | 2.28        | 4.08 (22.24)     | Michuhol-daero | Incheon     | Michuhol-gu    | Chỉ có thể vào Seongnam và vào Incheon. |
| 8                                  | Namdong                | 남동             | 3.42        | 7.50 (25.66)     | Namdong-daero Biryu-daero | Incheon     | Namdong-gu     | |
| 9                                  | Seochang JC            | 서창 분기점      | 2.33        | 9.83 (27.99)     | Đường cao tốc Yeongdong Quốc lộ 39 (Suin-ro·Hohyeon-ro) Quốc lộ 42 (Baekbeom-ro·Suin-ro) Inju-daero·Munemi-ro ( Đường cao tốc vành đai 1 vùng thủ đô Seoul) | Incheon     | Namdong-gu     | Đồng thời làm nút giao Kết nối gián tiếp với Đường cao tốc vành đai 1 vùng thủ đô khi đi theo hướng Incheon của Đường cao tốc Yeongdong                 |
| TG                                 | S.Incheon TG           | 남인천 요금소    |             |                  | | Incheon     | Namdong-gu     | Trạm thu phí chính |
| 10                                 | Sincheon               | 신천             | 3.80        | 13.63 (31.79)    | Quốc lộ 42 (Suin-ro) Seohaean-ro Seochangbangsan-ro | Gyeonggi-do | Siheung-si     | |
| 11                                 | Anhyeon JC             | 안현 분기점      | 3.41        | 17.04 (35.20)    | Đường cao tốc vành đai 1 vùng thủ đô Seoul | Gyeonggi-do | Siheung-si     | |
| 12                                 | Gwangmyeong            | 광명             | 3.03        | 20.07 (38.23)    | Gwangmyeong-ro | Gyeonggi-do | Gwangmyeong-si | |
| 13                                 | Iljik JC               | 일직 분기점      | 4.37        | 24.44 (42.60)    | Đường cao tốc Seohaean | Gyeonggi-do | Gwangmyeong-si | Trường hợp đi hướng Incheon thì không thể đi vào Đường cao tốc Seohaean (hướng Seoul)                                                                   |
| 14                                 | Seoksu                 | 석수             | 1.02        | 25.46 (43.62)    | Quốc lộ 1 (Gyeongsu-daero) Anyang-ro | Gyeonggi-do | Anyang-si      | Chỉ vào hướng Seongnam |
| 15                                 | Sammak                 | 삼막             | 1.22        | 26.68 (44.84)    | Sammak-ro·Hoam-ro | Gyeonggi-do | Anyang-si      | |
| TG                                 | Anyang-Gwacheon TG     | 안양과천 요금소  |             |                  | | Gyeonggi-do | Gwacheon-si    | Trạm thu phí chính Chỉ trả tiền cho các phương tiện đi hướng Incheon                                                                                    |
| 16                                 | N.Uiwang               | 북의왕           |             |                  | | Gyeonggi-do | Uiwang-si      | |
| 17                                 | N.Cheonggye            | 북청계           |             |                  | Tỉnh lộ 57 (Anyangpangyo-ro) | Gyeonggi-do | Uiwang-si      | Chỉ có thể đi vào hướng Incheon và ra hướng Seongnam.                                                                                                   |
| TG                                 | N.Pangyo TG            | 북판교 요금소    |             |                  | | Gyeonggi-do | Seongnam-si    | Trạm thu phí chính Chỉ trả tiền cho các phương tiện đi hướng Seongnam                                                                                   |
| 18                                 | Geumto-dong            | 금토동           |             |                  | | Gyeonggi-do | Seongnam-si    | Đang xây dựng |
| 19                                 | E.Pangyo               | 동판교           |             |                  | Đường cao tốc đô thị Bundang-Naegok | Gyeonggi-do | Seongnam-si    | Chỉ có thể đi vào hướng Incheon và ra hướng Seongnam.                                                                                                   |
|                                    | Yeosudaero             | 여수대로         |             |                  | Quốc lộ 3 (Seongnamicheon-ro·Seongnam-daero) Yeosu-daero | Gyeonggi-do | Seongnam-si    | |
| Kết nối trực tiếp với Yeonsu-daero |                        |                  |             |                  | |             |                | |

### Tuyến nhánh 1 (Đoạn Neunghae ~ Hagik)
| No.                               | Tên       | Tên         | Khoảng cách | Tổng khoáng cách | Kết nối                                                        | Vị trí  | Vị trí      | Ghi chú                                                                      |
| No.                               | Tiếng Anh | Hangul      | Khoảng cách | Tổng khoáng cách | Kết nối                                                        | Vị trí  | Vị trí      | Ghi chú                                                                      |
| --------------------------------- | --------- | ----------- | ----------- | ---------------- | -------------------------------------------------------------- | ------- | ----------- | ---------------------------------------------------------------------------- |
|                                   | Neunghae  | 능해        | -           | 0.00             | Aam-daero ( Quốc lộ 77, Tỉnh lộ 84, Tỉnh lộ 98) Chukhang-daero | Incheon | Michuhol-gu | Điểm bắt đầu tuyến chính                                                     |
| 6                                 | Hagik JC  | 학익 분기점 | 1.80        | 1.80 (19.96)     | Đoạn Cầu Incheon                                               | Incheon | Michuhol-gu | Trường hợp đi hướng Seongnam không vào được đoạn Cầu Incheon (hướng Incheon) |
| Kết nối trực tiếp với tuyến chính |           |             |             |                  |                                                                |         |             |                                                                              |

### Tuyến nhánh 2 (Đoạn Yeonsu ~ Songdo)
| No.                               | Tên                               | Tên                               | Khoảng cách                       | Tổng khoáng cách                  | Kết nôi                                                                                     | Vị trí                            | Vị trí                            | Ghi chú                                                              |
| No.                               | Tiếng Anh                         | Hangul                            | Khoảng cách                       | Tổng khoáng cách                  | Kết nôi                                                                                     | Vị trí                            | Vị trí                            | Ghi chú                                                              |
| Kết nối trực tiếp với Cầu Incheon | Kết nối trực tiếp với Cầu Incheon | Kết nối trực tiếp với Cầu Incheon | Kết nối trực tiếp với Cầu Incheon | Kết nối trực tiếp với Cầu Incheon | Kết nối trực tiếp với Cầu Incheon                                                           | Kết nối trực tiếp với Cầu Incheon | Kết nối trực tiếp với Cầu Incheon | Kết nối trực tiếp với Cầu Incheon                                    |
| --------------------------------- | --------------------------------- | --------------------------------- | --------------------------------- | --------------------------------- | ------------------------------------------------------------------------------------------- | --------------------------------- | --------------------------------- | -------------------------------------------------------------------- |
| 4                                 | Yeonsu JC                         | 연수분기점                        | -                                 | 16.37 (0.00)                      | Đoạn Cầu Incheon                                                                            | Incheon                           | Yeonsu-gu                         | Trường hợp đi Yeonsu thì không vào được Cầu Incheon (hướng Seongnam) |
|                                   | Songdo                            | 송도 나들목                       | 1.03                              | 1.03 (17.40)                      | Aam-daero ( Quốc lộ 77, Tỉnh lộ 84, Tỉnh lộ 98) (Tỉnh lộ 330 (Đường cao tốc Gyeongin thứ 3) | Incheon                           | Yeonsu-gu                         |                                                                      |
| Kết nối trực tiếp với Aam-daero   |                                   |                                   |                                   |                                   |                                                                                             |                                   |                                   |                                                                      |

## Hình ảnh

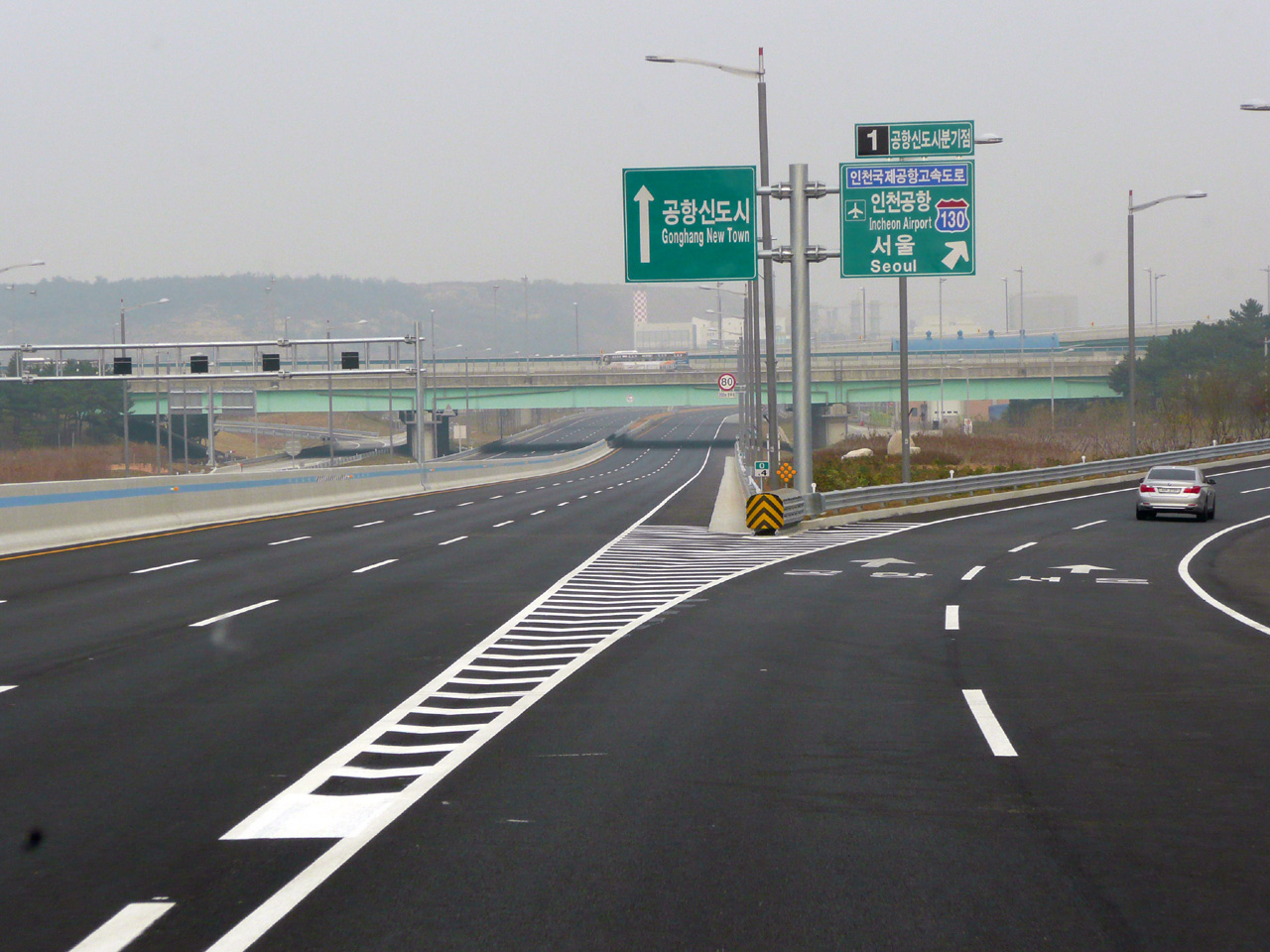
Airport Town Square JC
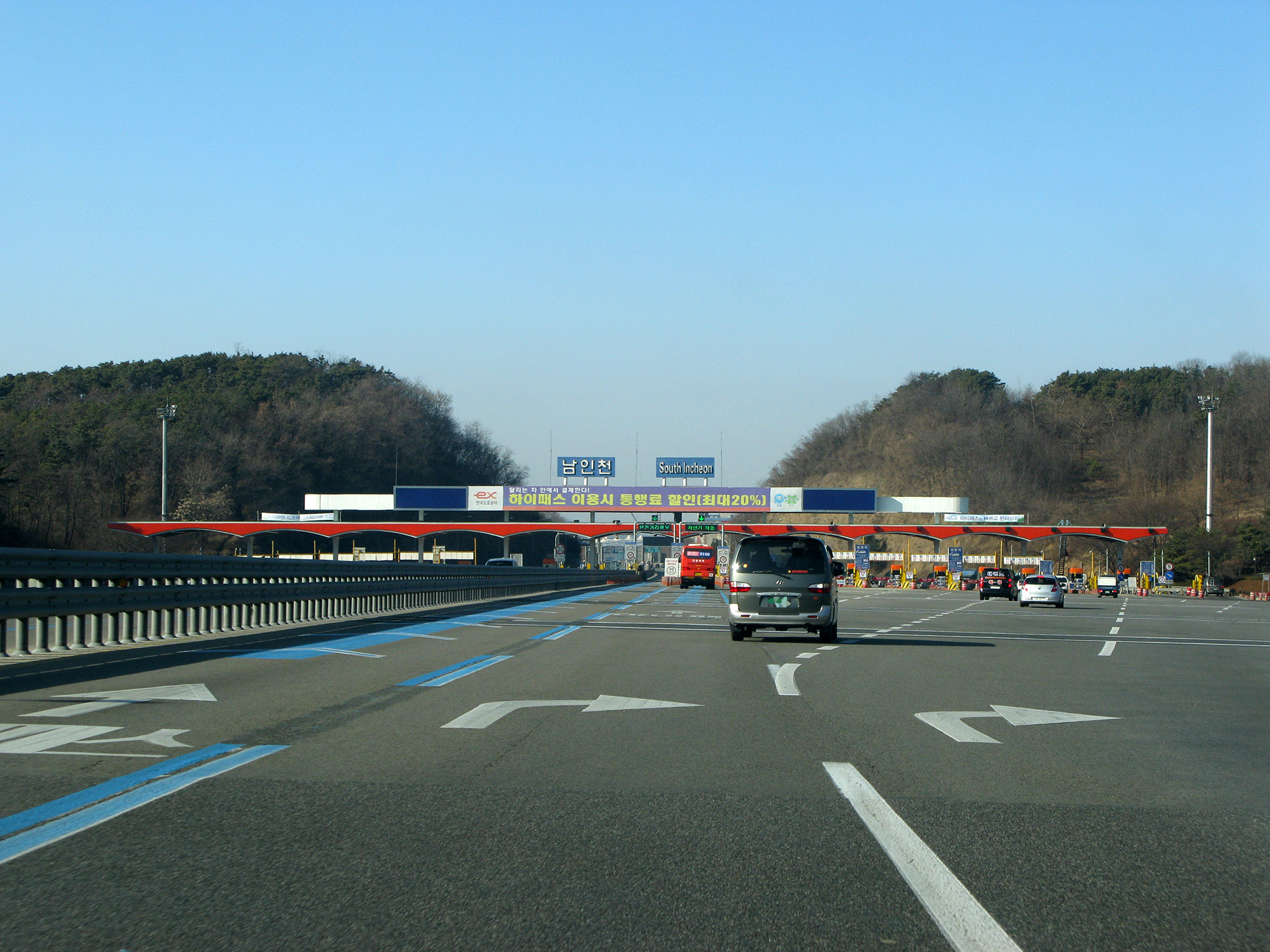
Nam Incheon TG
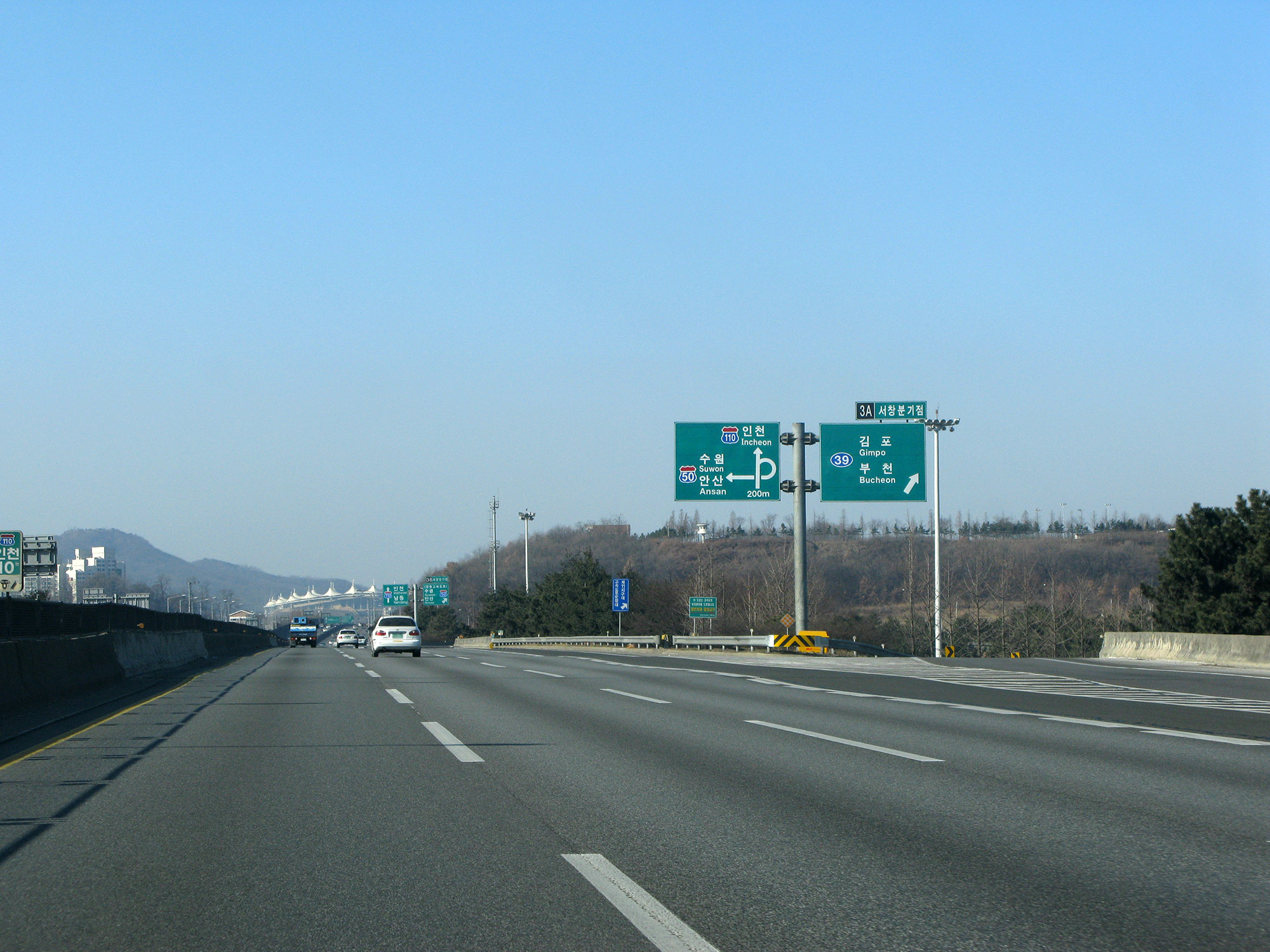
Seochang JC (giao lộ Đường cao tốc Yeongdong)
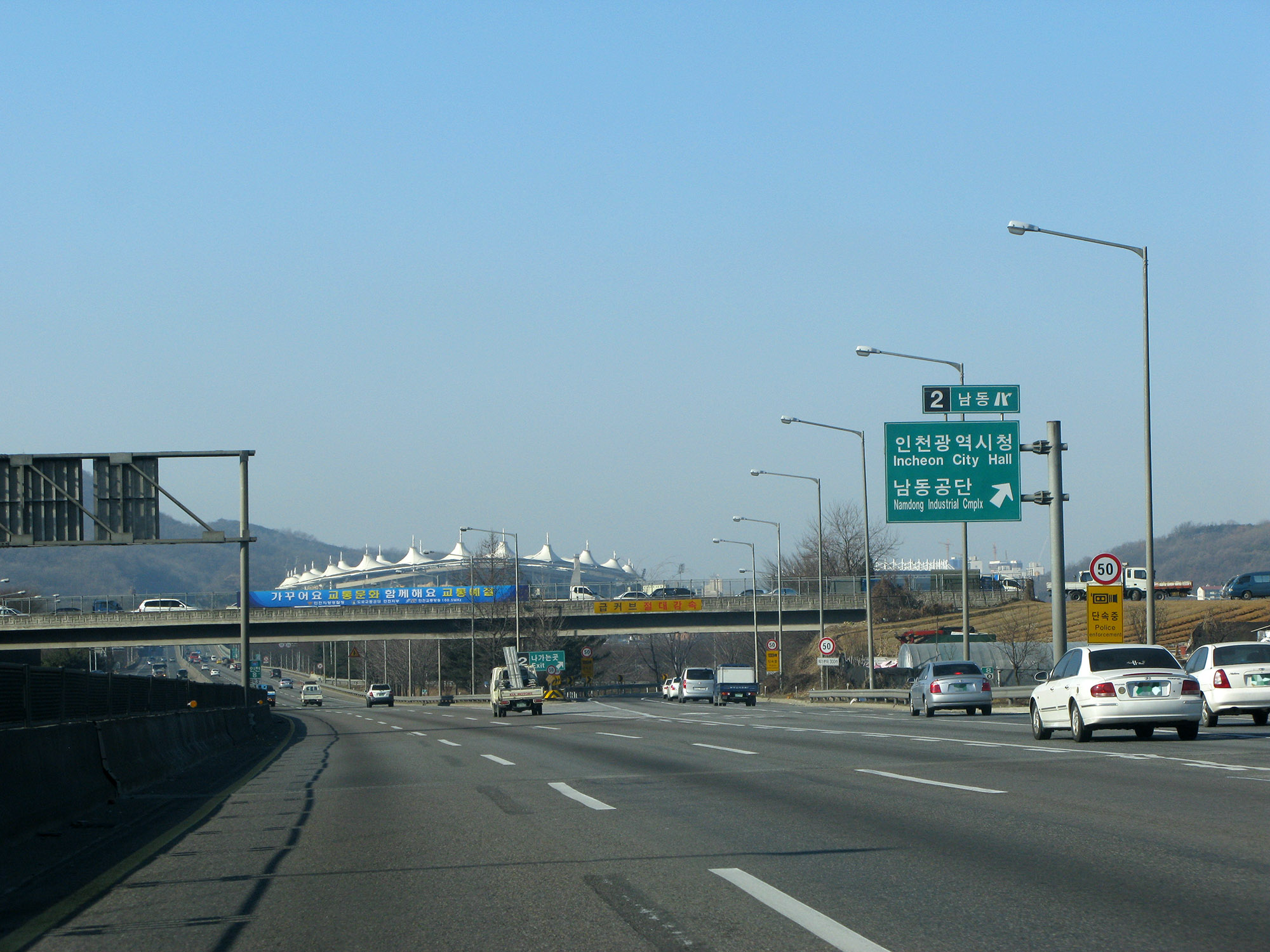
Namdong IC
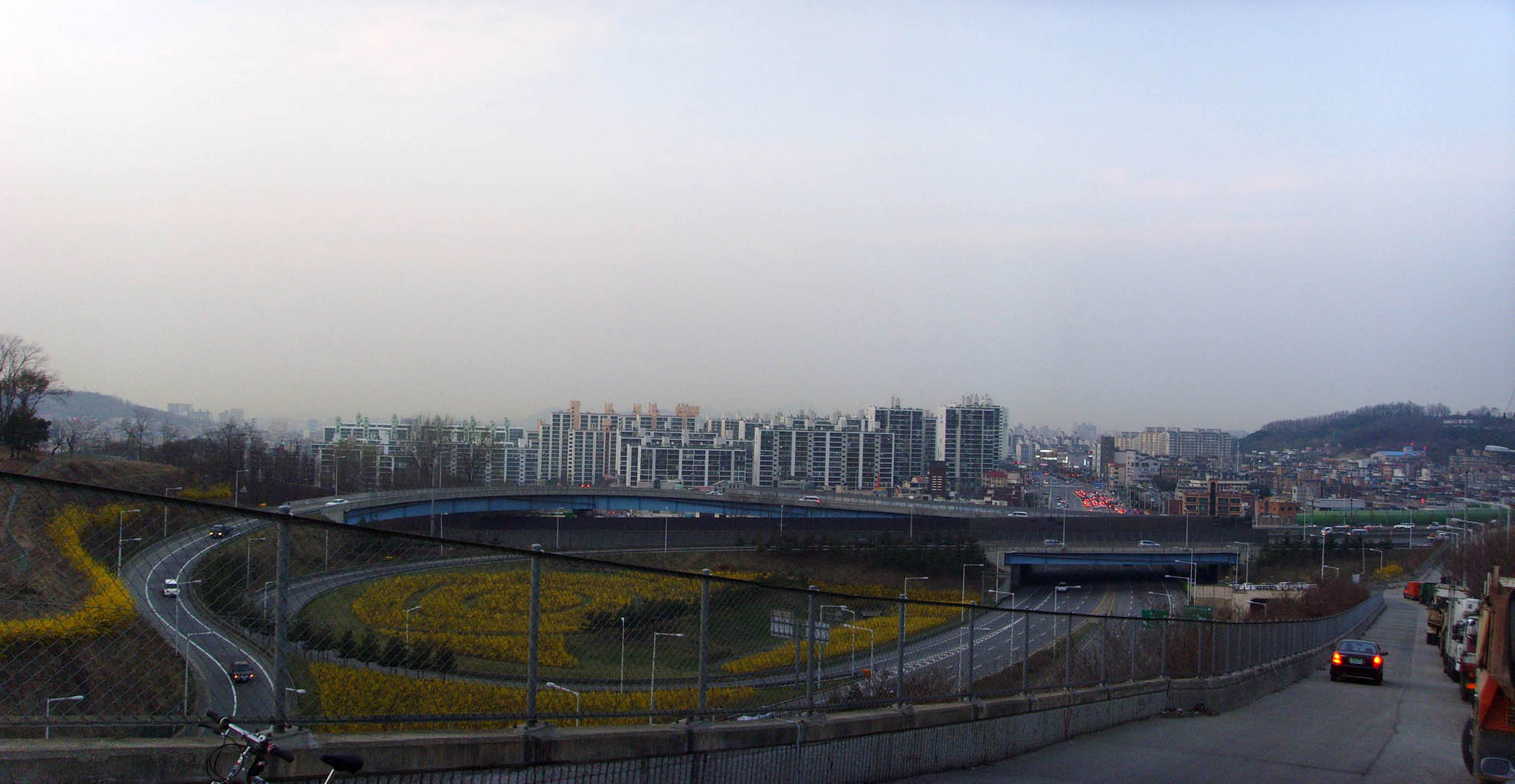
Munhak IC
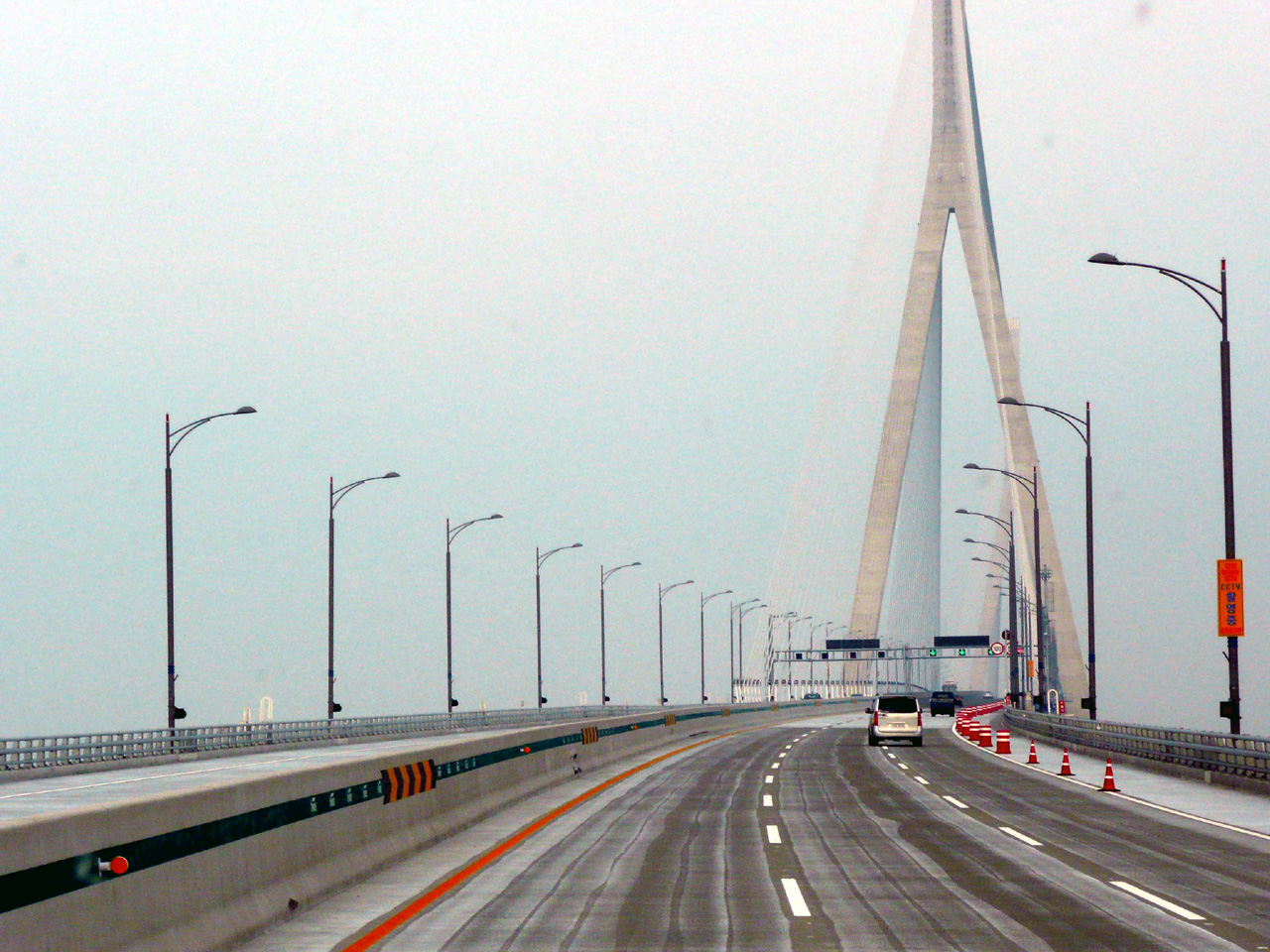
Cầu Incheon
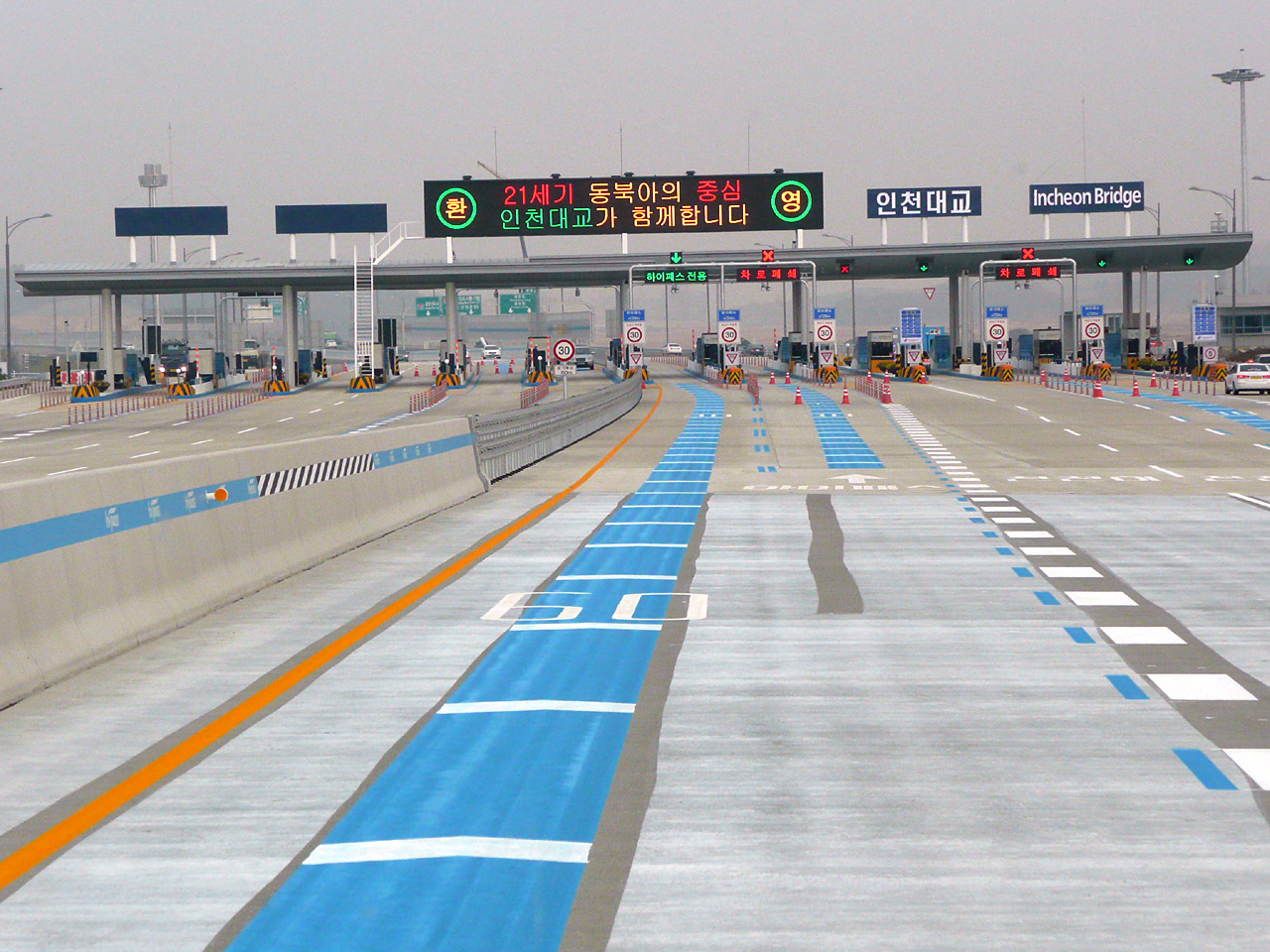
Cầu Incheon TG

## Liên kết
- MOLIT Chính phủ Hàn Quốc, Bộ nhà đất, hạ tầng và giao thông vận tải Hàn Quốc